# Aldo Donati
Aldo Donati (* 29. September 1910 in Budrio; † 3. November 1984 in Rom) war ein italienischer Fußballspieler.
Obwohl er in seiner gesamten Karriere nie ein Länderspiel für Italien bestritt, konnte er 1938 mit den Azzurri Weltmeister werden.

## Karriere
Aldo Donati begann seine Karriere beim FC Bologna, für den er am 25. Mai 1930, im Alter von 19 Jahren, beim 0:1 gegen den CFC Genua sein Serie-A-Debüt feierte. Bis 1934 absolvierte der Mittelfeldspieler nur wenige Partien für den emilianischen Klub, 1934/35 war Donati Stammspieler. Danach war er zwei Jahre lang wieder meist nur Ersatz, konnte aber unter dem ungarischen Trainer Árpád Weisz jeweils den Gewinn der italienischen Meisterschaft feiern.
Nach acht Jahren in Bologna, wechselte Aldo Donati zur Saison 1937/38 zum AS Rom. Dort wurde er auf Anhieb Stammspieler und wurde im Frühjahr 1938 von Nationaltrainer Vittorio Pozzo erstmals in die italienische Nationalmannschaft berufen. Im Sommer gehörte er auch zum Kader der Italiener für die Weltmeisterschaft in Frankreich und konnte, auch wenn er nicht zum Einsatz kam, den Gewinn des WM-Titels mit feiern. 1941/42 gewann Donati mit der Roma unter dem Ungarn Alfréd Schaffer den dritten Scudetto seiner Karriere. Für den Römer Klub war dies der erste Meistertitel in der Geschichte überhaupt.
Nachdem er wegen des Zweiten Weltkrieges seine Karriere für zwei Jahre hatte unterbrechen müssen, beendete Aldo Donati am Ende der Saison 1945/46 seien aktive Laufbahn bei Inter Mailand. Insgesamt absolvierte er 203 Serie-A-Partien und erzielte dabei vier Treffer. In der italienischen Nationalmannschaft hingegen, kam Donati nie zu einem Einsatz.

## Erfolge
- Mitropapokalsieger: 1932, 1934 (mit dem FC Bologna)
- Italienischer Meister: 1935/36, 1936/37 (mit dem FC Bologna), 1941/42 (mit dem AS Rom)
- Weltmeister: 1938